# David Fall
David Athelstane "Dave" Fall, född 4 december 1902 i Fairland i Oklahoma, död 9 november 1964 i San Bernardino i Kalifornien, var en amerikansk simhoppare.
Fall blev olympisk silvermedaljör i höga hopp vid sommarspelen 1924 i Paris.